# István Gaál
István Gaál (Salgótarján, 25 agosto 1933 – Budapest, 25 settembre 2007) è stato un regista e sceneggiatore ungherese.
Nel 1970 il suo film I falchi  ha vinto il premio della giuria al Festival di Cannes.

## Filmografia parziale
- Sodrásbank (1963)
- Anni verdi (Zöldár) (1965)
- I falchi (Magasiskola) (1970)
- Cserepek (1980)